# Henri Desgrange
Henri Desgrange (Paris, 31 de janeiro de 1865 – Beauvallon, 16 de agosto de 1940) foi um ciclista e jornalista desportivo francês.
Foi o fundador em 1907 do jornal hoje desaparecido, Comœdia. 

## Recordes
Ele superou doze recordes mundiais de ciclismo, incluindo o record da hora com 35,325 km conseguido em 11 de maio de 1893. Henri Desgrange foi o primeiro organizador do Tour de France.